# 克里韋茨 (白采爾克瓦區)
克里韋茨是位於烏克蘭北部的村莊，由基辅州白采爾克瓦區的斯塔維謝市鎮負責管轄。該村始建於1638年，面積2.65平方公里，海拔高度214米，2001年人口786，人口密度每平方公里296.6人。